# Laço
Um laço é um nó caracterizado pela presença de uma volta atada à extremidade do fio, podendo ser fixa ou móvel.